# Montipora turtlensis
Montipora turtlensis là một loài san hô trong họ Acroporidae. Loài này được Veron & Wallace mô tả khoa học năm 1984.